# 東京都道420号鮫洲大山線

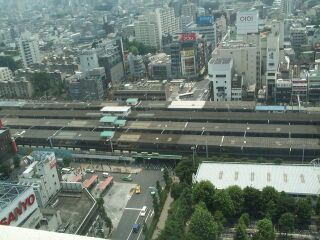
中野サンプラザから見た中野駅付近の都道420号線。現在は中央分離帯及び中野通りを跨ぐ歩道橋が設置されている。丸井の旧館が見えるがすでに解体され、2011年(平成23年)1月28日に、地上部分13階の複合ビル内で新装開店している。

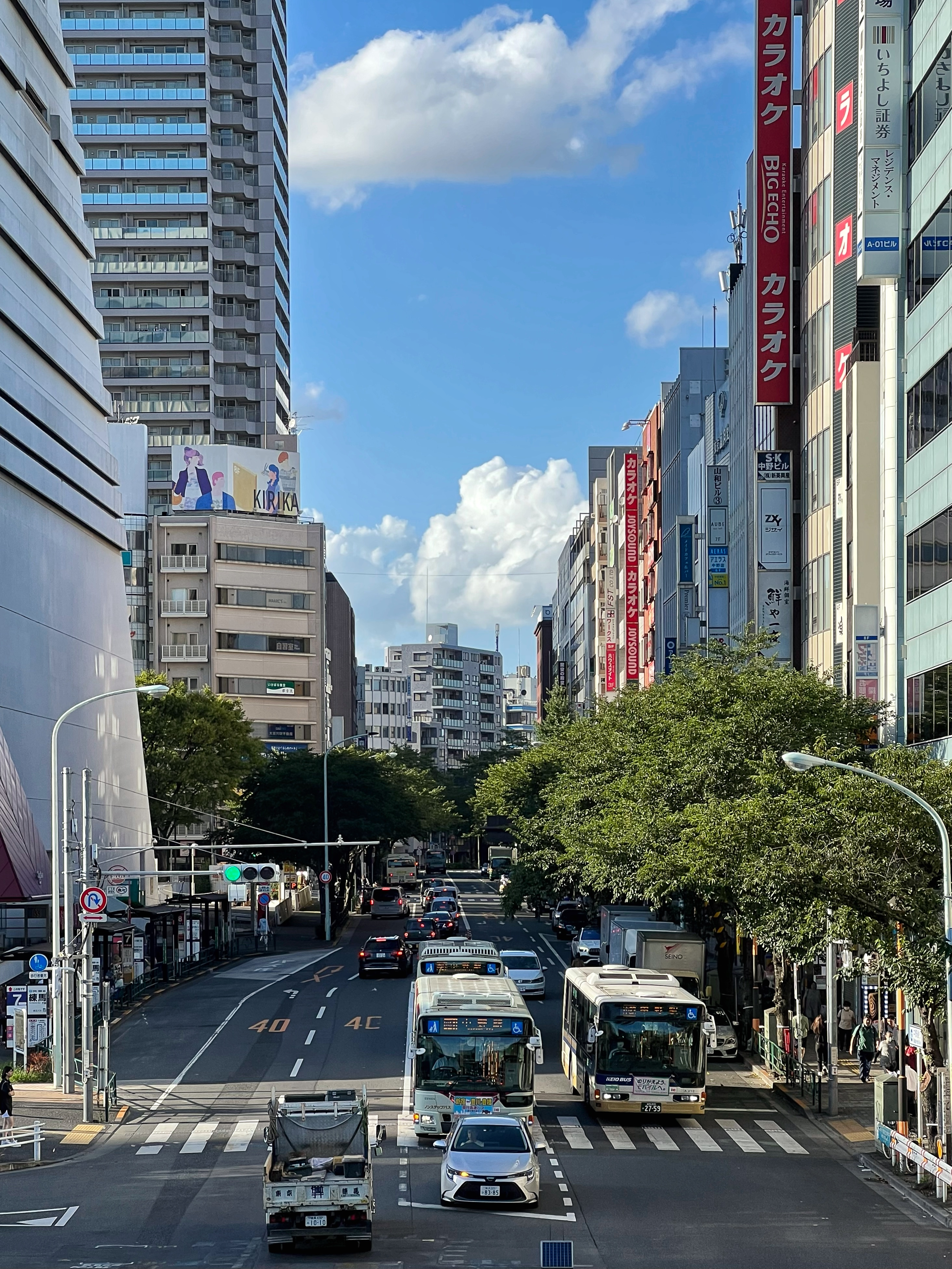
中野サンプラザから見た中野駅付近の都道420号線。

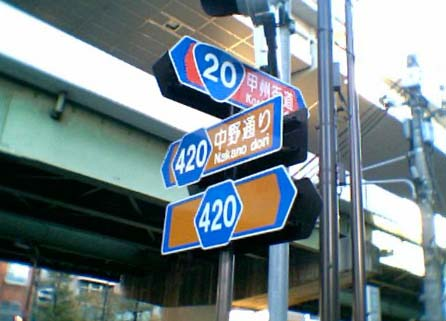
笹塚交差点の標示。この地点から北が中野通りである。

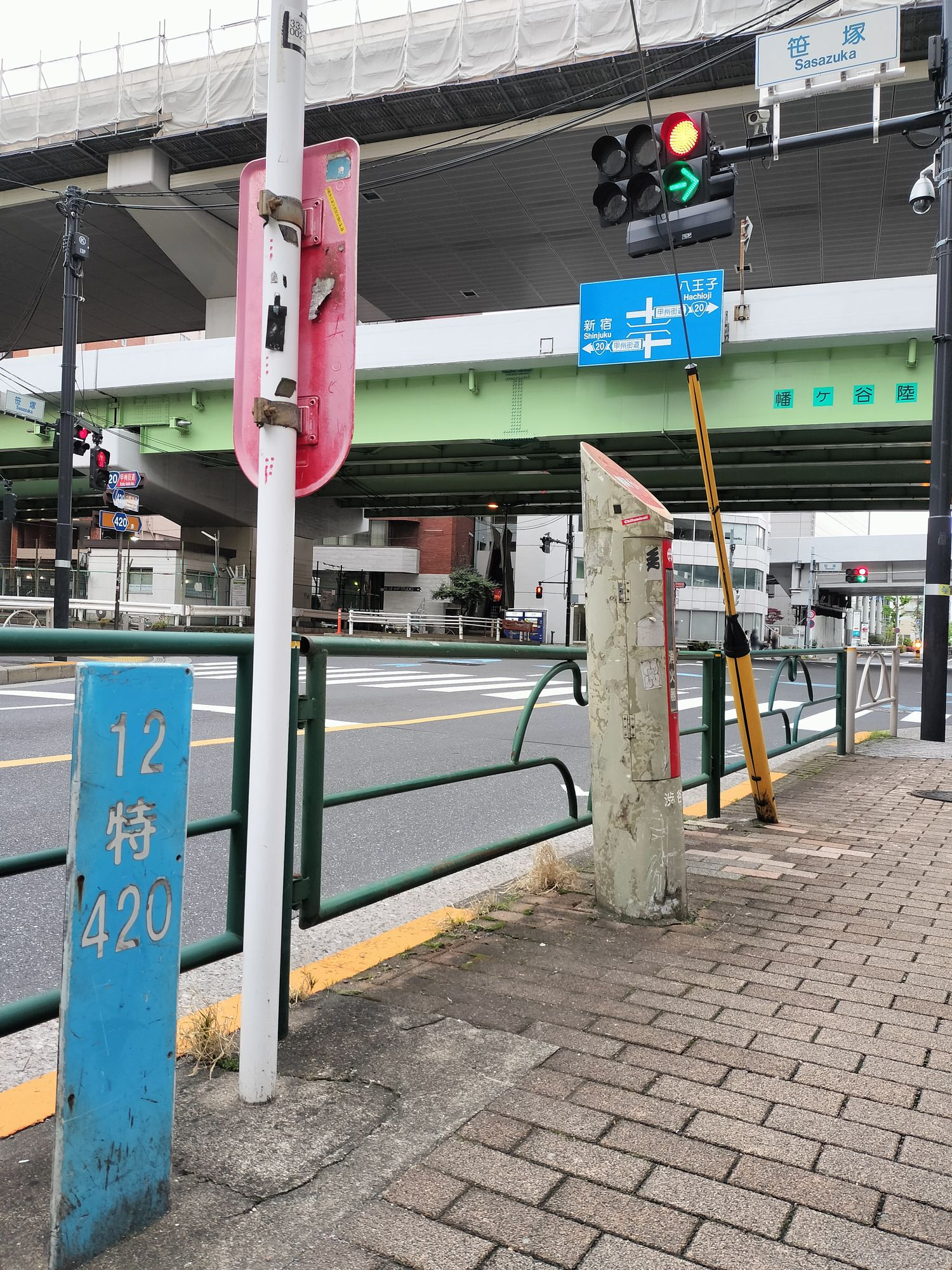
笹塚交差点付近に立つ12km距離標

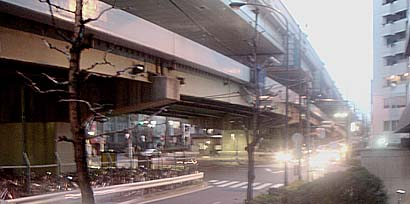
渋谷区笹塚交差点。上から首都高速4号新宿線、国道20号幡ヶ谷陸橋、20号側道と本道の笹塚交差点。

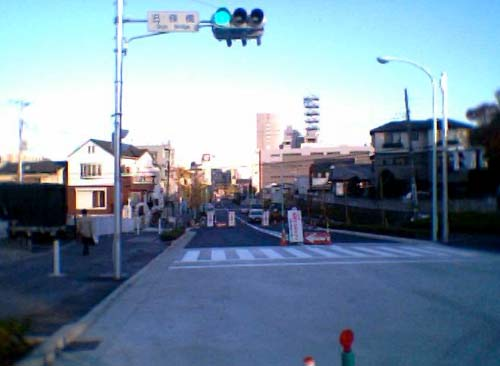
完成直前の大山−笹塚間

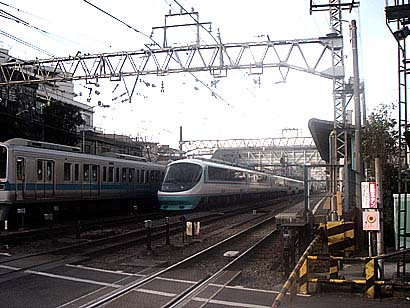
東北沢駅踏切。現在は立体交差化

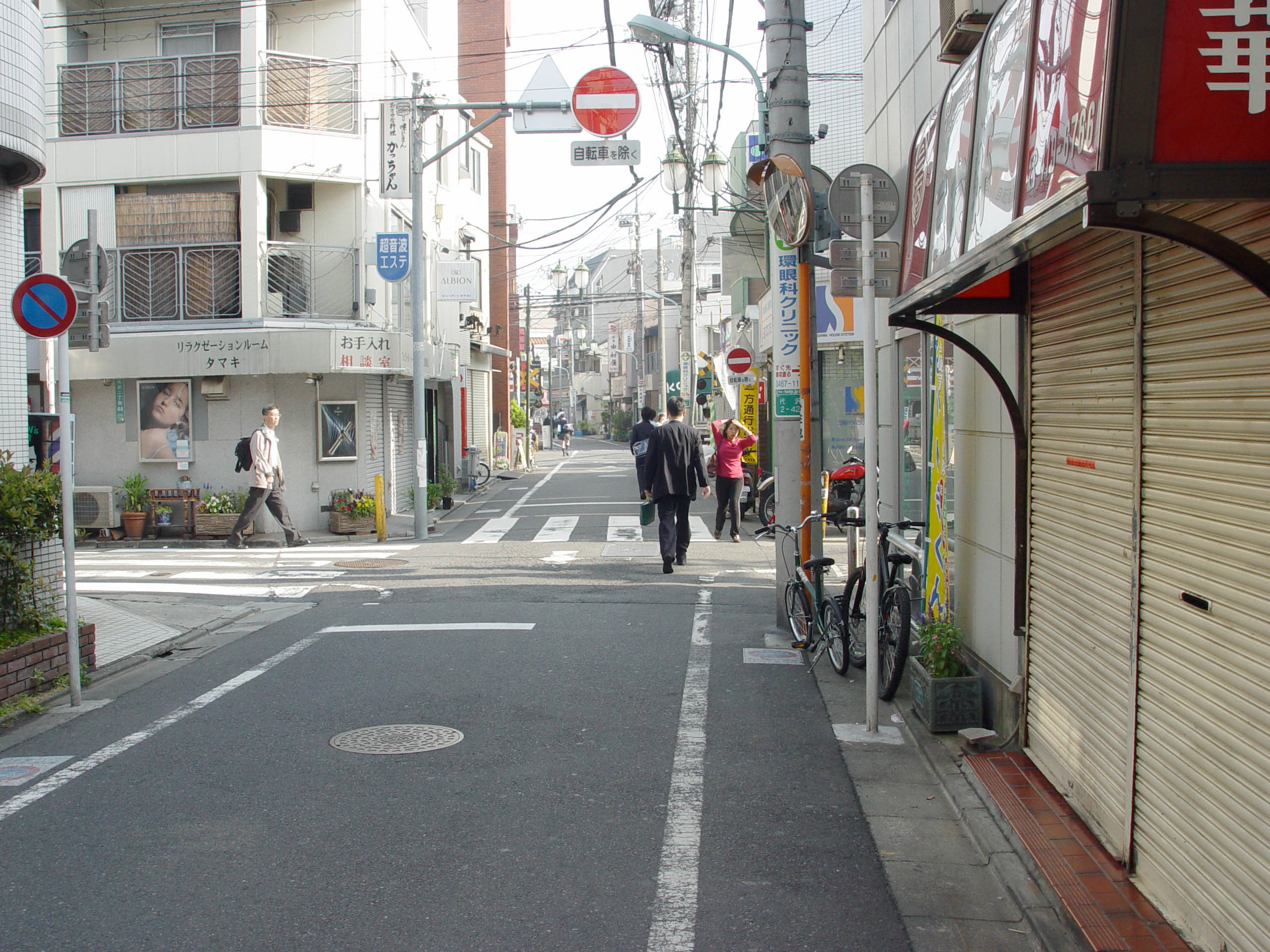
池ノ上駅 駅前商店街

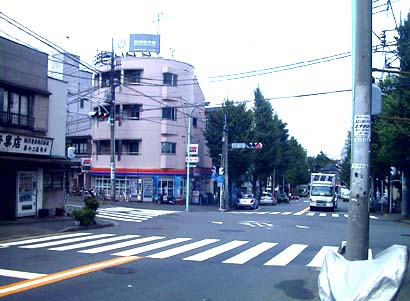
三宿・池尻交差点。かつては本道は手前からタイム左折、支線が直進となっていた。2022年（令和4年）10月27日より直進が本道となった。

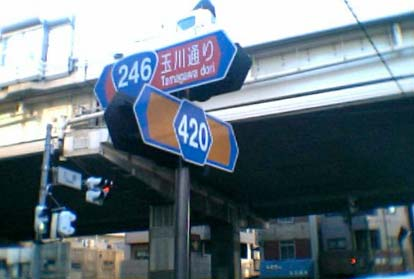
三宿交差点の標示。三宿通りの通称が公式でないせいか、表示がない。

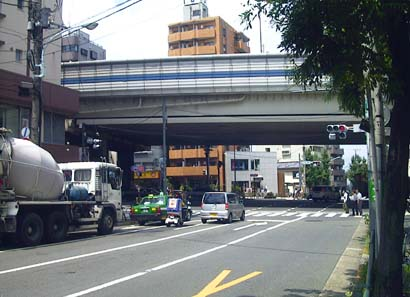
三宿交差点。上は首都高速3号渋谷線、その下が国道246号、手前から奥が本道である。

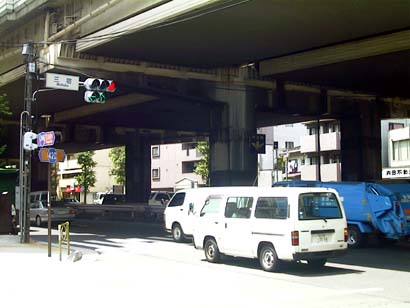
三宿交差点。上は首都高速3号渋谷線、その下が国道246号、手前が本道である。

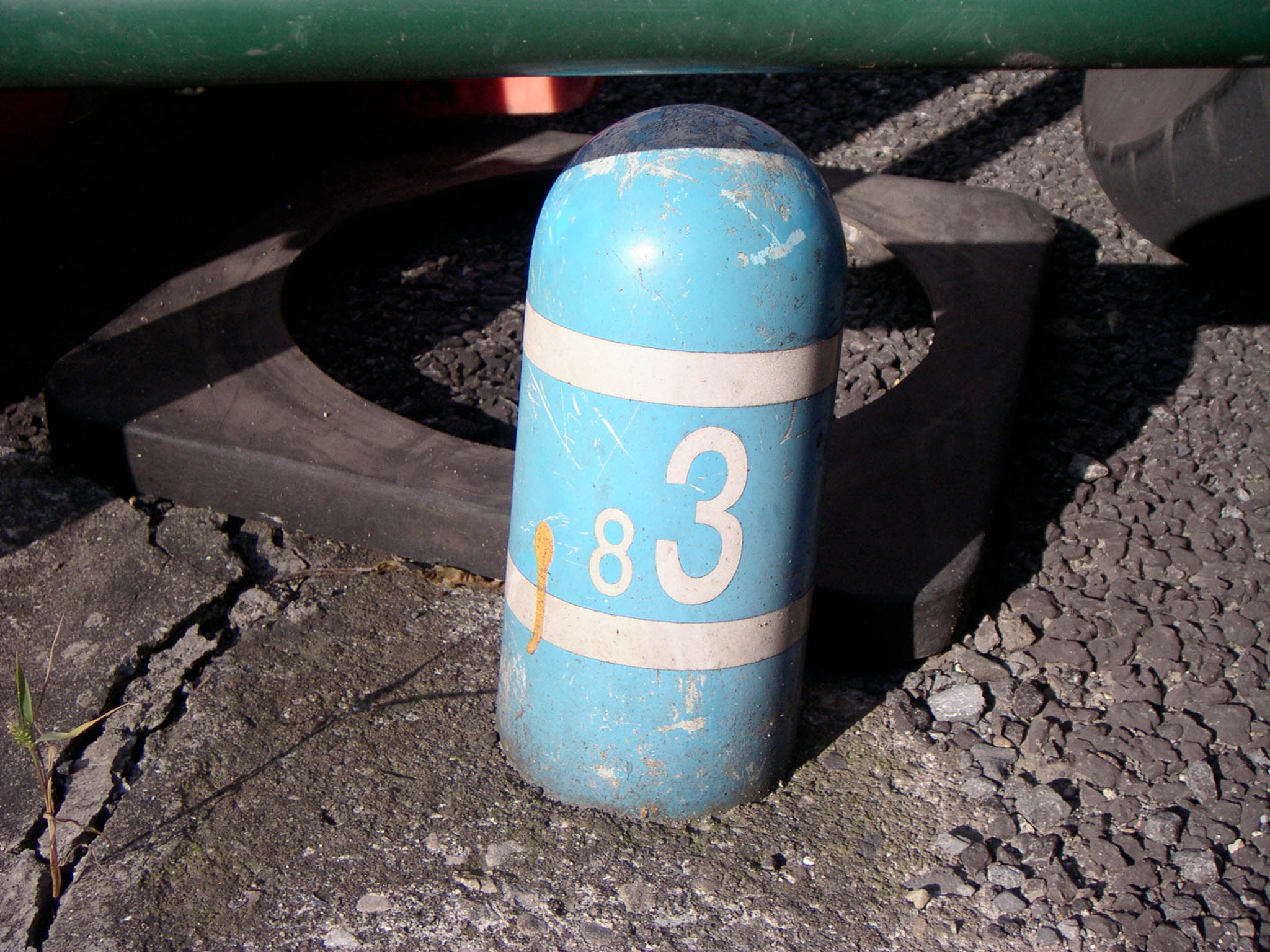
三宿交差点近くの8.3km距離標

東京都道420号鮫洲大山線（とうきょうとどう420ごう さめずおおやません）は、東京都品川区八潮橋交差点と板橋区仲宿交差点を結ぶ特例都道である。狭隘区間が残るが、おおむね東京都道317号環状六号線（山手通り）と東京都道318号環状七号線（環七通り）の中間を通り、それらを補完する役割を担っている。
都市計画道路補助第26号線として整備が進められており、「環状6.5号線」と呼称されることもある。

## 起終点等
- 起点：東京都品川区東品川4丁目 国道357号交点（八潮橋交差点）
- 終点：東京都板橋区氷川町 国道17号、東京都道317号環状六号線交点（仲宿交差点）
- 延長：22,859m（上位路線との重複区間を除く）
- 面積：330,809m2
- 都市計画路線名：東京都市計画道路幹線街路補助線街路第26号線

## 支線
- 南品川三丁目交差点 - 仙台坂 - 仙台坂上交差点
南品川三丁目交差点 - 仙台坂上交差点までの区間は仙台坂トンネルと従来から存在している旧仙台坂（くらやみ坂、地上ルート）の二つが存在する。坂としての仙台坂の名称は池上通りの青物横丁交差点から仙台坂上交差点の間の区間に譲られている。
- 目黒区中央体育館入口交差点 - 小山台一丁目交差点
小山台一丁目交差点にてかむろ坂方面へ続くかむろ坂通りと接続する。

## 通称
26号線通り
目黒郵便局前交差点 - 戸越三丁目交差点
（東京都都市計画道路補助26号線に由来）
三宿通り
五本木交差点 - 三宿・池尻交差点
中野通り
南長崎六丁目交差点 - 笹塚交差点
（東京都通称道路名設定公告整理番号34）
千川通り交差点〜南長崎六丁目交差点も含まれることがある。
ハッピーロード大山商店街（旧川越街道）
国道254号大山西町交差点 - 東武東上本線第16号踏切手前
商店街は大山駅方へ分岐、この区間には都市計画が存在する。
旧養育院（現・地方独立行政法人東京都健康長寿医療センター）前通り
東武東上本線第16号踏切 - 仲宿交差点

## 通過する自治体
- 東京都
  - 品川区 - 目黒区 - 世田谷区 - 渋谷区 - 中野区 - 新宿区 - 練馬区 - 豊島区 - 板橋区

## 重複区間
- 東京都道421号東品川下丸子線：仙台坂上交差点付近（仙台坂を経由するルートは僅かながらこの道路と重複する）
- 東京都道423号渋谷経堂線（淡島通り）：下代田東交差点 - 淡島郵便局前の交差点
  - 三宿・池尻交差点から直進して淡島通りと接する下代田東交差点までの開通前は淡島交差点 - 淡島郵便局前の交差点であった（淡島郵便局前の交差点からみて逆方向）。
- 東京都道440号落合井草線（新青梅街道）：蓮花寺下交差点 - 哲学堂東北角の交差点
- 国道254号（川越街道）：大山西町交差点 - 大山郵便局前の交差点＝上位路線

## 狭隘区間
- 大山西町交差点 - 東武東上本線第16号踏切（ハッピーロード大山）
- 淡島郵便局前の交差点 - 京王井の頭線池ノ上駅 - 三角橋交差点 - 小田急小田原線東北沢駅 - 大山交差点

三角橋交差点 - 大山交差点は、小田急小田原線の地下化・複々線化工事に伴い拡幅工事中。

## 旧狭隘区間
- 品川区二葉1-4地先（東急大井町線下神明駅前） - 品川区豊町2-1地先（東京都立大崎高等学校前）
  - 横須賀線・東海道新幹線の下を通り東急大井町線と大崎高校の下をアンダーパスで結ぶ約670 mの区間が、補助第26号線（豊町）として整備が進められ2021年（令和3年）10月22日に開通[3]。
- 三宿・池尻交差点から直進して淡島通り下代田東交差点へ至る約440 mの区間が、補助第26号線（三宿）として整備が進められ2022年（令和4年）10月27日に開通[4]、これに伴い三宿・池尻交差点から淡島通りまでの狭隘区間を解消。

## 通行規制区間
- 池ノ上駅付近の約100m：起点方向への車両一方通行
- 池ノ上駅北から三角橋交差点：終点方向への車両一方通行
- 大山西町交差点から東武東上本線第16号踏切まで：終点方向への車両一方通行

## 交差する道路
北（終点側）から 
- 国道17号（中山道）・東京都道317号環状六号線（山手通り）「仲宿交差点」
| (一部狭隘区間)(新設・拡幅事業中[5])
- 国道254号（川越街道）「大山西町交差点」
| (2011年車道部開通)
- 東京都道441号池袋谷原線（要町通り）「要町三丁目交差点」
| (一部拡幅事業中)
- 東京都道439号椎名町上石神井線（千川通り）「名称なし交差点」
|
- 東京都道8号千代田練馬田無線（目白通り）「南長崎六丁目交差点」
| (新設・拡幅事業中)
- 東京都道440号落合井草線（新青梅街道）「蓮花寺下交差点」
| (概ね4車線)
- 東京都道25号飯田橋石神井新座線（早稲田通り）「新井交差点」
| (概ね4車線)
- 東京都道433号神楽坂高円寺線（大久保通り）「中野五差路交差点」
| (一部拡幅事業中)
- 東京都道4号東京所沢線（青梅街道）「杉山公園交差点」
| (一部拡幅事業中)
- 東京都道14号新宿国立線（方南通り）「南台交差点」
|
- 東京都道431号角筈和泉町線（水道道路）「笹塚出張所前交差点」
|
- 国道20号（甲州街道）「笹塚交差点」
| (2004年開通)
- 東京都道413号赤坂杉並線（井ノ頭通り）「大山交差点」
| (拡幅事業中)
- 航研通り（補助54号線）「三角橋交差点」
| (狭隘区間)(2019年都市計画事業認可[6])
- 東京都道423号渋谷経堂線（淡島通り）「下代田東交差点」
| (2022年開通)
- 国道246号（玉川通り）「三宿交差点」
|
- 東京都道416号古川橋二子玉川線（駒沢通り）「五本木交差点」
| (一部狭隘区間)(新設事業中)
- 東京都道312号白金台町等々力線（目黒通り）「目黒郵便局前交差点」
|
- 東京都道2号東京丸子横浜線（中原街道）「平塚橋交差点」
|
- 国道1号（第二京浜）「戸越三丁目交差点」
|
- 東京都道421号東品川下丸子線（池上通り）「仙台坂上交差点」
|
- 国道15号（第一京浜）「南品川三丁目交差点」
|
- 国道357号・東京都道316号日本橋芝浦大森線（海岸通り）「八潮橋交差点」

## 周辺
北（終点側）から
- 板橋区役所前駅（ 都営三田線）
- 板橋区役所
- 東京都水道局板橋営業所
- 板橋税務署
- 板橋区立グリーンホール
- 板橋区立板橋第一中学校
- 日本たばこ産業（JT）東京北部支店
- 板橋大山公園
- 板橋区立文化会館
- 東京都健康長寿医療センター
- ハッピーロード大山
- 大山駅（ 東武東上線）
- 瑞宝寺
- 田崎病院
- 日本大学医学部
- 板橋区立板橋第十小学校
- 大谷口配水塔
- 東京都立板橋高等学校
- 千川駅（東京メトロ 有楽町線・ 副都心線）
- 東京都立千早高等学校
- 豊島区立名豊中学校
- 野方配水塔
- 哲学堂公園
- 中野区清掃事務所
- 中野区立令和小学校（旧中野区立新井小学校跡）
- 新井薬師公園
- なかのサンクオーレ
  - 丸井・丸井グループ本社
  - ブックファースト中野店
- 中野四季の都市
- 中野ブロードウェイ
- 中野サンモール商店街
- 中野区役所
- 中野サンプラザ
- 三井住友銀行中野支店
- 中野駅 (東京都)（ JR中央線・ JR総武線・ 東京メトロ東西線）
- 中野マルイ
- 中野ツインマークタワー
- 中野郵便局
- 中野区立桃花小学校
- 新中野駅（ 東京メトロ丸ノ内線）
- 杉山公園
- 中野区立第二中学校
- 京王バス中野営業所（中野車庫）
- 中野富士見町駅（ 東京メトロ丸ノ内線支線）
- 東京都立富士高等学校・附属中学校
- 東京地下鉄中野車両基地
- ライフ 南台店
- 中野区立みなみの小学校
- 渋谷区役所笹塚出張所
- 東京消防庁消防技術安全所
- 東北沢駅（ 小田急小田原線）
- 松蔭大学 下北沢キャンパス
- 池ノ上駅（ 京王井の頭線）
- 世田谷区立池之上小学校
- 東急バス淡島営業所（淡島）
- アンゴラ共和国大使館
- 世田谷区立多聞小学校
- 世田谷区立三宿小学校
- 世田谷区立三宿中学校
- 世田谷区立池尻小学校
- 世田谷公園
- 世田谷区立駒繁小学校
- 目黒区立五本木小学校
- 目黒区鷹番小学校
- 目黒郵便局
- 目黒法務局
- 東京都立小山台高等学校
- 武蔵小山駅（ 東急目黒線）
- 武蔵小山商店街
- 品川区立荏原平塚学園
- 荏原消防署
- 戸越公園駅（ 東急大井町線）
- 東京都立大崎高等学校
- 品川区立戸越小学校
- 戸越公園
- 品川学藝高等学校
- 下神明駅（ 東急大井町線）
- 青稜中学校・高等学校
- 品川区役所
- 大井町駅（ JR京浜東北線・ 東急大井町線・ 東京臨海高速鉄道りんかい線）
- イトーヨーカドー 大井町店
- 品川区立総合区民会館（きゅりあん）
- 東京都立産業技術大学院大学
- 鮫洲運転免許試験場
- 品川シーサイド駅（ 東京臨海高速鉄道りんかい線）

## 道路の特徴
- 標準計画幅員は20m。現況は、狭隘区間や幅員15mの区間が多い。
- 車線数は、片側1車線 + 自転車レーンの区間が多い。ただし、豊島区内の一部区間及び蓮華寺下交差点（東京都道440号落合井草線交点） - 中野五差路交差点（東京都道433号神楽坂高円寺線交点）までの区間は、1車線の幅がやや狭いながらも概ね4車線（中野駅周辺は5車線）である。武蔵小山駅南側 - 平塚橋交差点の区間は2021年春に南行き2車線 + 北行き1車線の合計3車線化された。
- 杉山公園交差点（東京都道・埼玉県道4号東京所沢線交点）や平塚橋交差点をはじめ、本路線南側の主要交差点付近は片側3車線（1車線 + 右折・直進・左折レーン）となっている箇所が多い。
- 開かずの踏切問題を抱える。これを受け、西武鉄道は西武新宿線の中井駅西方〜野方駅東方間の連続立体交差事業に2014年1月に工事を着手した。東京都が、2013年4月1日付で国土交通省から事業の認可を取得した時点では、完了予定日を2021年3月31日としていたが、事業に必要な用地の取得状況により、2027年3月31日に延期された[7]。
- 中野区北部の新井地域などは、桜の名所となっている。

## 紛らわしい地名
この道路の路線名の中の大山は、終点近くの板橋区の大山町を指している。路線の途中の渋谷区にも大山町（大山交差点）がある。
大山という地名がどちらにもつく理由としては、神奈川県大山の阿夫利神社に参詣へ向かう大山街道がそれぞれの地域近辺を通っていたためとされる。